# Токро чорнощокий
Токро чорнощокий (Odontophorus melanotis) — вид куроподібних птахів родини токрових (Odontophoridae).

## Поширення
Вид поширений в Центральній Америці. Трапляється в Гондурасі, Нікарагуа, Коста-Риці та Панамі. Мешкає у тропічних і субтропічних вологих лісах.

## Опис
Птах завдовжки 25 см. Оперення темно-коричневе з чорними смужками. Груди руді. Верх голови та чубчик каштанові. Над оком проходить рудувата смуга. Горло чорне. У самців навколоочне кільце пурпурове, у самиць темно-синє.

## Підвиди
- Odontophorus melanotis melanotis Salvin, 1865
- Odontophorus melanotis verecundus J.L.Peters, 1929